# 张丰
张丰（？—28年），中国新朝东汉時代初期武将，群雄之一。
张丰本是汉光武帝属下涿郡太守。建武三年（27年）冬，张丰追随叛逆漢朝自称燕王的漁陽郡的彭寵，自称無上大将軍。張丰好方術，有个方士说张丰会做皇帝，用五彩的口袋包裹石头绑在张丰的肘上，说：“石头中有皇帝用的玉玺。”张丰相信方士的话，于是反漢。建武四年（28年）五月，征虜将軍祭遵、建義大将軍朱祜、建威大将軍耿弇、驍騎将軍劉喜一起討伐張丰。張丰功曹孟厷抓住張丰投降。斩首之前，張丰还说：“我肘上的石头里有玉玺。”祭遵用槌子打破石头，张丰才知受骗，仰天长叹：“我应当死，死而无恨！”。